# Пиріжківський
Пиріжкі́вський — пасажирський зупинний пункт Коростенського напрямку Коростенської дирекції залізничних перевезень Південно-Західної залізниці. Розташований біля села Пиріжки.
Розміщується між залізничною станцією Малин (відстань — 6 км) та зупинним пунктом Головки (відстань — 8 км). Відстань від станції Київ-Пасажирський — 110 км.
Лінія, на якій розташовано платформа, відкрита 1902 року як складова залізниці Київ — Ковель.
Виник не пізніше 1931 року під назвою Ломля, у 1932 році на ділянці Тетерів — Коростень було прокладено другу колію. Електрифіковано лінію, на якій розташована станція, 1982 року.